# Alberto Ammann
Alberto Ammann (nasceu Alberto Alfonso Ammann Rey) (Córdoba, Argentina) é um ator de cinema, televisão e teatro argentino nascido em 20 de outubro de 1978. Seu trabalho de maior destaque no cinema foi o papel protagonista no filme espanhol Cela 211 que lhe rendeu o prêmio de melhor ator revelação nos Prêmios Goya de 2010.

## Carreira

### Cinema
- Cela 211 (2009)
- Lope (2010)
- EVA - Um Novo Começo (2011)
- Invasor (2012)
- Tese Sobre um Homicídio (2013)
- Combustión (2013)
- Mindscape (2013)
- Betibú (2014)

### Televisão
- Plan América (2008)
- No soy como tú (2010)
- Apaches (2015-)
- Narcos (2015- 2018)
- Marte (2016-2018)
- Disco, Ibiza, Locomía (2024)